# Sougéal
Sougéal är en kommun i departementet Ille-et-Vilaine i regionen Bretagne i nordvästra Frankrike. Kommunen ligger i kantonen Pleine-Fougères som tillhör arrondissementet Saint-Malo. År 2022 hade Sougéal 544 invånare.

## Befolkningsutveckling
Antalet invånare i kommunen Sougéal
Referens:INSEE